# Kaplica Matki Bożej Bolesnej w Błędowie
Kaplica pw. Matki Bożej Bolesnej w Błędowie, wschodniej dzielnicy Dąbrowy Górniczej – wzniesiona została z kamienia najprawdopodobniej pod koniec XIX w.

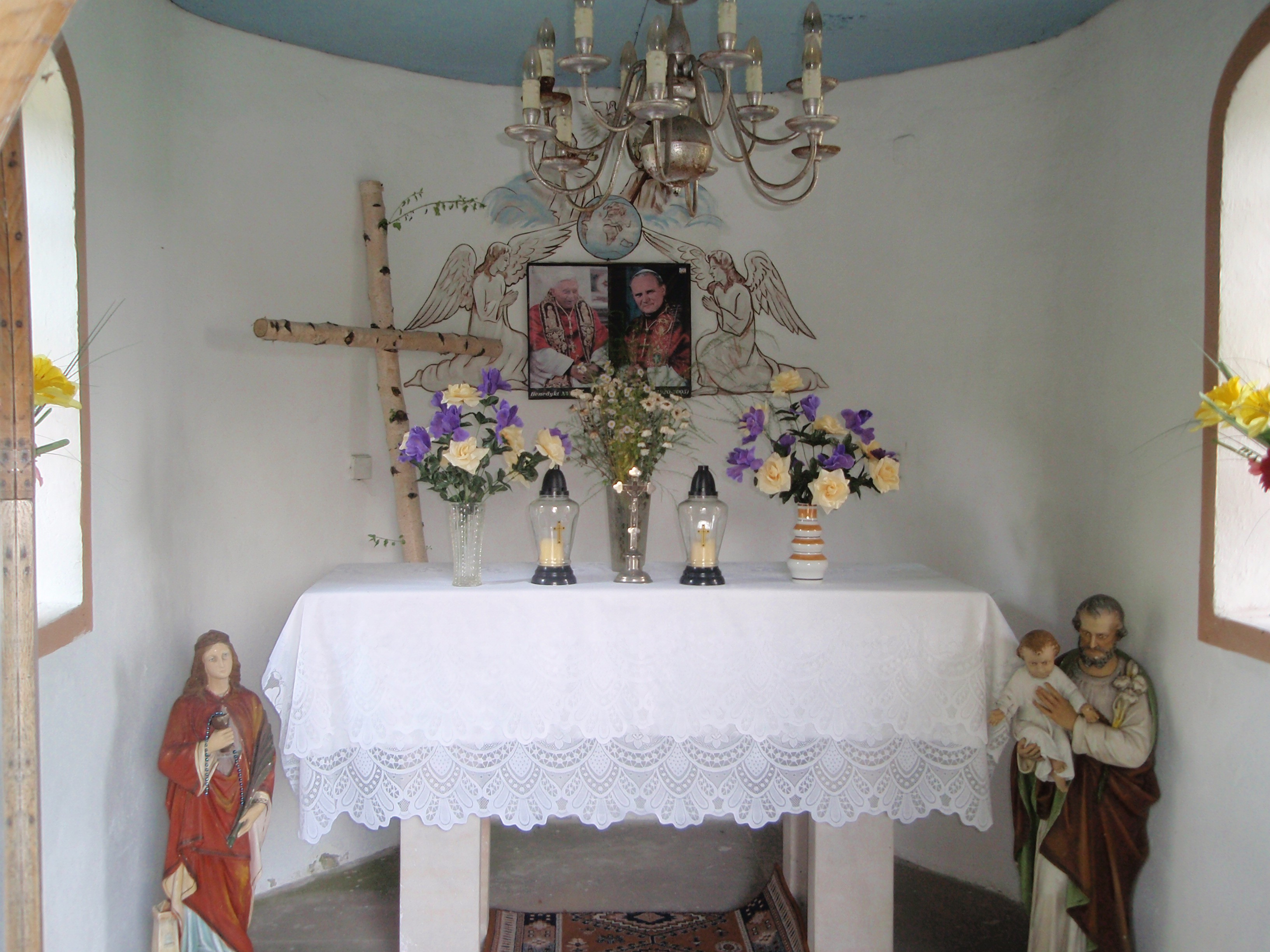
Wnętrze kapliczki pw. Matki Bożej Bolesnej w Dąbrowie Górniczej-Błędowie

Poświęcona 13 lipca 1919 przez ks. Bożka przy współudziale ks. Pawła Czapli. W latach 1920–1921 pełniła funkcję kaplicy parafialnej parafii pw. Trójcy Przenajświętszej w Błędowie. Msze święte odprawiano w niej również regularnie w latach 1951–1954, po pożarze starego drewnianego kościoła parafialnego.